# Ćhota Nagpur
Ćhota Nagpur (hindi: छोटा नागपुर, trl.: Choṭā Nāgpur; ang.: Chota Nagpur) – płaskowyż we wschodnich Indiach, w północno-wschodniej części wyżyny Dekan, na zachód od delty Gangesu. Zajmuje powierzchnię ok. 65 tys. km² i obejmuje mniejsze płaskowyże, m.in. Rańći, Kodarma, Hazaribag. Rozciąga się na długości ok. 400 km i szerokości ok. 200 km. Płaskowyż zbudowany z gnejsów i kwarcytów pokrytych na zachodzie bazaltami. Powierzchnia pofałdowana i poprzecinana szerokimi dolinami. Występują ostańce piaskowcowe. Gdzieniegdzie rosną lasy będące źródłem dzikiego jedwabiu (tussah) i gumilaki.
W regionie znajdują się najbogatsze złoża surowców w Indiach. W dolinie rzeki Damodar wydobywany jest węgiel kamienny a w rejonie Hazaribagu występują jedne z największych na świecie pokładów miki. Ponadto w regionie eksploatuje się także złoża rud miedzi, wapienia, boksytów, rud żelaza, manganu, azbestu i apatytu.